# Гамалія Іван Андрійович
Гамалія Іван Андрійович (6 грудня 1699 — 21 березня 1766) — представник українського козацько-старшинського роду Гамалій, бунчуковий товариш (1720—1744 рр.), учасник обрання гетьманом Данила Апостола 1 (12) жовтня 1727 року у Глухові, виконувач обов'язків Генерального судді (1733—1735 рр.), наказний миргородський полковник (1750—1752 рр.).

## Служба

### Бунчуковий товариш
Більше двадцяти років (з 1720 до 1744 року) ніс службу в ранзі бунчукового товариша в Стародубському полку, як і його батько. В цей час їздив з гетьманом Д. Апостолом до Москви (1728 р.), брав участь у межувальній комісії (1733 р.) У 1733—1735 роках виконував обов'язки Генерального судді. Брав участь в Хотинському поході під час російсько-турецької війни 1735—1739 рр.

### Учасник церемонії обрання гетьмана
Під час обрання гетьмана Данила Апостола 1 (12) жовтня 1727 року у Глухові ніс гетьманський значок на урочистій церемонії.

### Генеральна канцелярія
У 1744 році отримав звання полковника. З 1750 по 1752 роки був наказним Миргородським полковником. В 1761 році виконував обов'язки Генерального підскарбія.
Вийшов у відставку у званні генерального судді у 1762 році.

## Сімейні зв'язки
І.Гамалія — онук стародубського полковника Михайла Миклашевського (по матері Анастасії).
Був одружений з донькою московського полковника і путивльського поміщика Івана Анєнкова Марфою.
Після смерті першої дружини І.Гамалія одружився вдруге на вдові графа Гаврила Івановича Владиславича-Рагузинського та доньці бунчукового товариша — Ганні Іванівні Бороздні, у якої також були великі маєтки.

## Земельні володіння
Станом на 1747 рік володів:
- д. Чехівка 7 малогрунтових дворів, 8 людей в «расходах», 2 вибули;
- мав двір і шинок у с. Семенівка Конотопської сотні;
- приїжджий двір у Глухові;
- шинок у с. Крутьки;
- приїжджий двір у с. Сари і 2 підданих.

У 1748 році вів суперечку за спадщину брата Григорія з його вдовою.
Помираючи, Іван Гамалія заповідав другій своїй дружині Чеховку і Юдинов; Сем'янівка й путивльські маєтки відійшли старшому його сину Михайлу; другий син Івана Андрійовича Гамалії — Микола — помер в юності, а дочка Олена була одружена з відомим Григорієм Андрійовичем Полетикою (1725—1784), який отримав за дружиною маєтки її матері.
Очевидно син Михайло - брав участь в елекції (обранні) на гетьманство Кирила Розумовського 4 березня (22 лютого) 1750 року в Глухові. Зокрема він ніс гетьманську корогву.